# Carex loheri
Carex loheri är en halvgräsart som beskrevs av Charles Baron Clarke. Carex loheri ingår i släktet starrar, och familjen halvgräs.
Artens utbredningsområde är Filippinerna. Inga underarter finns listade i Catalogue of Life.